# Таймс-сквер (Гонконг)
Таймс-сквер (Times Square, 時代廣場) — гонконгский торгово-офисный комплекс, расположенный в районе Козуэй-Бей. Официально открылся в апреле 1994 года. Состоит из торгового центра и двух высотных офисных башен. Общая площадь проекта составляет 248 800 м², в том числе две офисные башни содержат 110 200 м² площади, 14 этажей подиума — 78 300 м², шесть подземных этажей — 60 300 м². Архитектором комплекса выступила гонконгская компания Wong & Ouyang (HK) Limited, девелопером является компания Wharf Properties, филиал корпорации The Wharf (Holdings).

## История
Ранее на месте комплекса располагалось трамвайное депо. В 1974 году гонконгский трамвай был приобретён группой The Wharf (Holdings), а в 1986 году власти одобрили перенос депо в другие районы (Сайваньхо и Сайвань) с целью уменьшить расходы на эксплуатацию и сохранить цену на билеты на прежнем уровне. В 1988 году депо было перенесено и The Wharf (Holdings) приступила к реализации торгово-офисного комплекса.
К началу строительства проект считался довольно проблемным. Во-первых, преимущественно жилой район Козуэй-Бей считался недостаточно привлекательной частью города, а у разработчика комплекса имелись финансовые долги. Во-вторых, в обществе существовали опасения по поводу перехода Гонконга под суверенитет Китая. Теперь же Таймс-сквер является первым «вертикальным» торговым центром города и одним из самых популярных мест в самом престижном торговом районе Гонконга.

## Торговый центр
На 16 этажах расположены магазины Tiffany & Co., De Beers, Swatch, Omega, TAG Heuer, Tissot, Montblanc, Alfred Dunhill, Christian Dior, Chanel, Gucci, Louis Vuitton, Yves Saint Laurent, Victoria’s Secret, Calvin Klein, Salvatore Ferragamo, Versace, Giorgio Armani, Fendi, Max Mara, Lacoste, Furla, Vivienne Westwood, Marc Jacobs, Sonia Rykiel, Geox, Ecco, L’Occitane en Provence, Coach, Levi's, Tommy Hilfiger, Zara, Massimo Dutti, Diesel, Guess, Marks & Spencer, Adidas, Nike, Columbia, Fila, Timberland, Samsung, Loewe, Canon, Leica и Lane Crawford. На двух этажах размещаются 10 ресторанов и кафе (в основном быстрого питания). Кроме того, в торговом центре имеются кинотеатр на пять экранов и паркинг на 700 мест (занимает четыре подземных этажа). В помещениях торгового центра проводятся многочисленные выставки, презентации, кинопоказы и благотворительные акции, ежегодно в западный Новый год на площади перед торговым центром проходит обратный отсчёт времени.

## Офисные башни
В состав комплекса входят две офисные башни, построенные в 1993 году в стиле постмодернизма: 40-этажная Times Square Natwest Tower (194 м) и 30-этажная Times Square Shell Tower (169 м). В первой главным арендатором является британский банк NatWest (National Westminster Bank), во второй — англо-голландская нефтяная компания Royal Dutch Shell.
Подиум первого этажа центра связан подземным переходом со станцией метро Козуэй-Бей. Торговый центр Таймс-сквер показан в фильме Лара Крофт: Расхитительница гробниц. Колыбель жизни.